# Акты новгородские

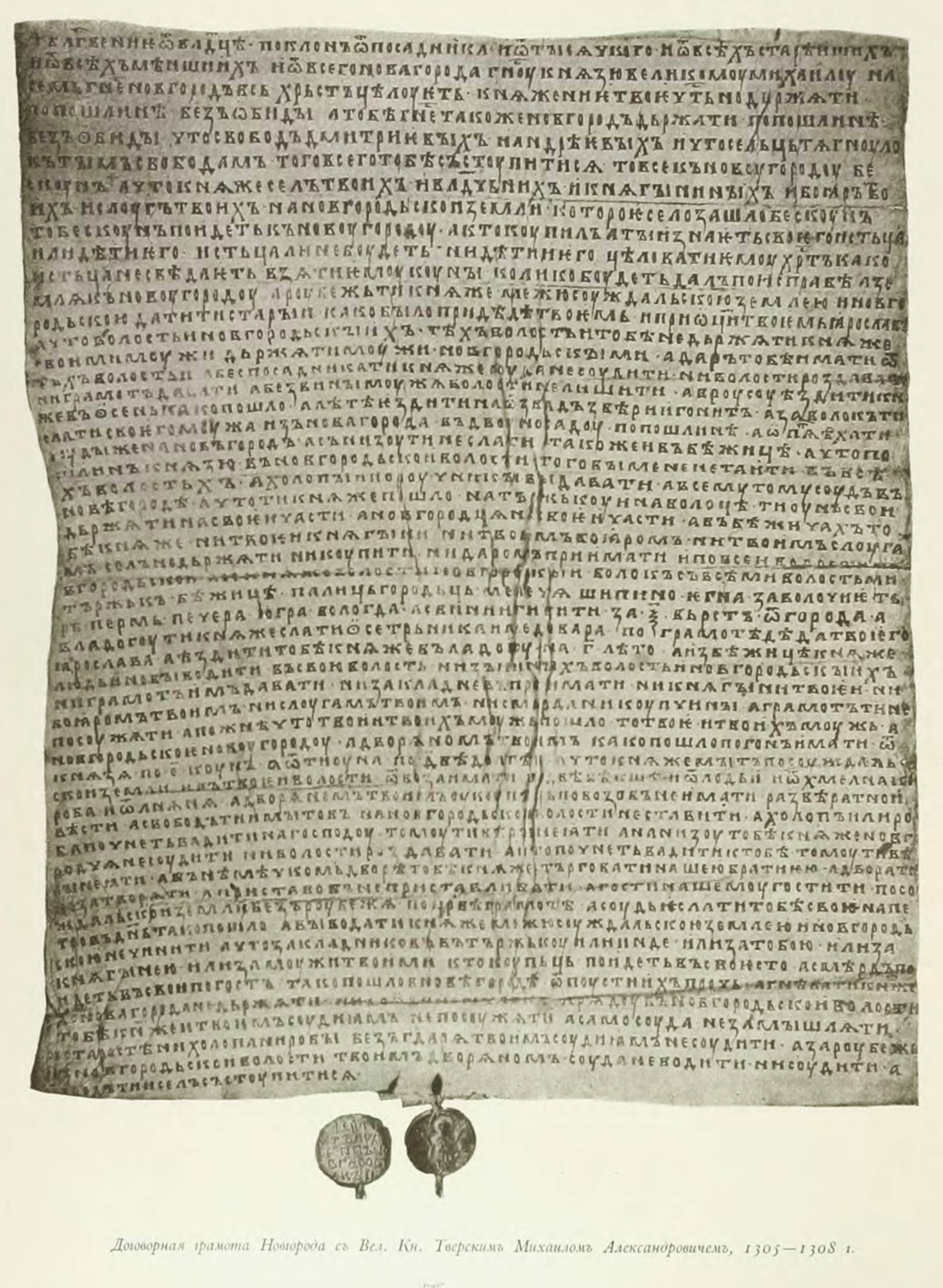
Договорная грамота Новгорода с великим князем тверским Михаилом Александровичем (1305-8 гг.). Из книги Самокиша Н. «Великокняжеская, царская и императорская охота на Руси»

Акты новгородские — корпус нормативных документов Новгородской республики, регулирующих взаимоотношения Новгорода с иностранными государствами, с князьями других русских Феодальных княжеств Руси, а также внутренние документы Новгорода. Собирательное название официальных документов, фиксировавших разного рода взаимоотношения юридических лиц (договорные, завещательные, связанные с куплей-продажей собственности и т. п.). Записывались на пергамене или бумаге и для придания им законной силы скреплялись вислыми печатями тех государственных институтов, в юрисдикции которых было их утверждение. Каждый акт составлялся в двух экземплярах, один из которых выдавался на руки заинтересованному лицу, а другой («противень») — хранился в «ларе» (архиве) на случай снятия с него копий при утрате оригинального документа. Такое архиво-хранилище в Новгороде, функционировавшее с конца XI до середины XVI века, находилось в княжеской резиденции на Городище, так как князь обладал приоритетом в княжеско-посадничьем суде. Былое существование такого архива фиксировано находками многочисленных свинцовых печатей на Городище. Что касается архивных копий, снятых с оригинальных документов и заверенных анахроничными относительно их текста печатями, то их известно несколько (договорные грамоты с немцами конца XII века и 1259—1263 годов, копированные не ранее 1265 года; купчая на село Медну рубежа XIV—XV века, копированная не ранее 1424 года).

## Описание. Группы документов
Многие акты сохранились не в оригиналах, а в синхронных им документах или же в позднейших списках. Так среди 61 документа отношений Новгорода с западными странами только 25 оригинальны, остальные цитируются в переписке немецких городов, в рецессах или являются современными им списками, изготовленными для нужд взаимной информации прибалтийских и ганзейских ратов. 18 актов отношений Новгорода с русскими князьями дошли до нас в оригиналах, но не новгородских (погибших при уничтожении городищенского архива), а в тверских «противнях», полученных тверскими князьями при заключении с ними этих договоров. Большой комплекс новгородско-московских документов извлечен из сборника, подготовленного в Москве для обоснования прав Ивана III Васильевича на Двинские земли перед его последним походом на Новгород (1477). Значительный массив (250 документов) включает разного рода поземельные сделки, отраженные в духовных, купчих, меновных, раздельных, ободных, вкладных грамотах, фиксирующих, соответственно, акции завещания, купли-продажи, обмена, раздела, уточнения границ земельных участков, их вклада в монастыри. Многие из этих документов сохранились в оригиналах; особенно это касается вкладных, осевших в архиве Соловецкого монастыря. Однако немало подобных документов извлечено из позднейших списков, отражавших, как правило, весь массив актов, которыми обрастала история соответствующего земельного владения. До настоящего времени сохранились лишь единичные новгородские акты XII — первой половины XIII вв. Лишь с 1260-х годов более или менее представительны разряды международных актов Новгорода и докончаний с князьями. Поземельные акты единичны для XIV века и относятся главным образом к XV веку.

## Акты отношений Новгорода с Западом
К настоящему времени известен 61 текст документов международных отношений Новгорода, в том числе 25 подлинных актов, которые происходят из четырех архивных источников Риги, Таллина, Любека и Швеции.

## Акты отношений Новгорода с князьями
Известные сегодня документы новгородско-княжеских отношений имеют следующее происхождение:
Договорные отношения Новгорода с Тверскими князьями. На происхождение всех этих документов из тверского великокняжеского архива указывают архивные описи начала XVII века. Опись архива Посольского приказа 1614 года содержит следующую запись:

В Болшой окованной корабье. Первой ящик, деревянной, а в нем дел: Грамота докончательная Швитригайла, короля литовского, сь Еуфимьем, архиепискупом ноугородским, садники о земских делех и о торговле, за вислою писана в 6903 году.